# Osteología

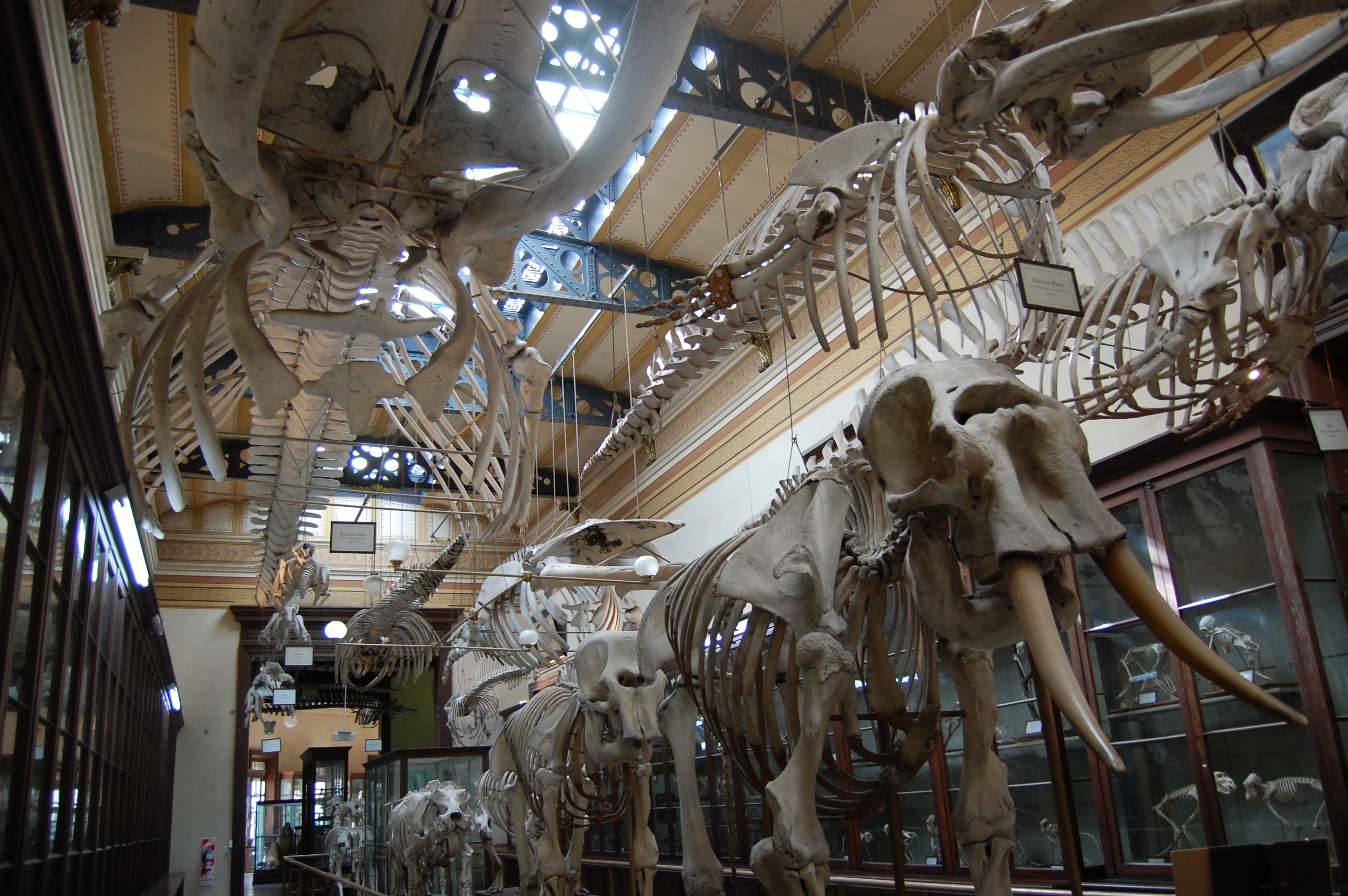
Sala de osteología comparada del Museo de La Plata, Argentina.

La osteología es una rama de la anatomía descriptiva que trata del estudio científico del sistema óseo en general y de los huesos que lo conforman en particular.

## Funciones de los huesos
Los huesos, vistos tanto como unidad o conjunto, poseen cuatro funciones:
EstructuralesLos huesos dan estructura y forma al cuerpo, siendo el soporte principal de este. Es la función más importante que poseen.
LocomotorResultado de la interacción de los huesos con los músculos y las articulaciones, permitiendo el movimiento.
HematopoyéticaSe encargan de la producción de ciertos componentes de la sangre, por medio de la médula ósea roja.
Almacén de calcio y fosfatoLos huesos suponen un almacén tanto de calcio como de fosfato, y tanto el depósito de estos como la movilización del hueso contribuyen a mantener las concentraciones de ambos minerales dentro de unos niveles adecuados.

## Tipos de tejidos óseos
El hueso esponjoso, sinónimo de hueso trabecular, es uno de los dos tipos de tejido óseo que forma los huesos. En comparación con el hueso compacto, tiene una superficie mayor, pero es menos denso, más suave, más débil y menos rígido. Por lo general se produce en los extremos de los huesos largos, en las proximidades de las articulaciones y en el interior de las vértebras. El hueso esponjoso está muy vascularizado y con frecuencia contiene la médula ósea roja, donde tiene lugar la hematopoyesis o producción de células sanguíneas. La principal unidad anatómica y funcional del hueso esponjoso es la trabécula.

## Tipos de huesos
Según sus dimensiones, podemos clasificar a los huesos en:
Huesos largos
Son huesos donde predomina la longitud sobre anchura y espesor. Este posee: 
- Dos extremos o Epífisis, donde suelen conectarse con otros huesos por medio de articulaciones
- Un cuerpo o Diáfisis, compuesto solo por tejido óseo compacto, presentando en su interior sólo un canal llamado conducto medular, relleno de médula ósea amarilla
- Una zona de unión o límite entre diáfisis y epífisis, conocida como Metáfisis, formada por un disco cartilaginoso que permite el alargamiento del hueso. Este tipo de hueso se encuentra en las extremidades superiores e inferiores.

Los huesos largos son huesos duros y densos que brindan resistencia, estructura y movilidad, como el fémur (hueso del muslo). Asimismo, hay huesos en los dedos de las manos que se clasifican como "huesos largos", aunque sean cortos en longitud, lo cual se debe a la forma y no al tamaño real.
Los huesos largos contienen tuétano amarillo y tuétano rojo.
Huesos cortos
Son huesos donde las tres dimensiones son prácticamente iguales.
Además hay otro tipo de huesos pequeños, formados por tejido laminar compacto por fuera, y tejido laminar esponjoso en el centro. A este tipo de huesos pertenecen los carpo y tarsos. Además, se establecen en dos subclasificaciones:
Huesos sesamoideos
Tipo de hueso corto que es encontrado en relación con un tendón, con la función de mejorar la mecánica articular. El ejemplo más claro es la rótula o patela.
Huesos supernumerarios
Tipo de hueso corto que no se encuentra en todas las personas.
Huesos planos
Son el tipo de hueso donde predomina la longitud y el ancho sobre su espesor. Están formados por tejido laminar compacto por fuera, denominado áploe, y tejido laminar esponjoso en el centro, denominado díploe. Este tipo de huesos se encuentra formando cavidades en el cuerpo, como pueden ser los huesos del cráneo o del tórax (caja torácica) entre otros.
Huesos irregulares
Representan todos aquellos huesos que por su forma no se pueden clasificar en otro tipo. A este tipo de huesos pertenecen las vértebras. Además, dentro de esta clasificación se encuentran los huesos neumáticos, que poseen cavidades llenas de aire. Los huesos que forman la cara tienen esta característica.

## Desarrollo del hueso
Los primeros huesos son originados a nivel embrionario por medio de membranas. Además, en ciertos puntos del cuerpo el cartílago existente se transformará en hueso a medida que crecemos, proceso conocido como osificación. La osificación consiste en la incorporación de sales minerales al cartílago, reemplazando su conformación original de sustancias orgánicas como el mucopolisacárido por sales de calcio y magnesio. El lugar donde se produce este proceso en un hueso es conocido como centro de osificación.
Se pueden distinguir dos tipos de desarrollo en un hueso: el crecimiento y el alargamiento.
- En el crecimiento de un hueso, la capa de periostio osteogénico crece alrededor del hueso, permitiendo su expansión en volumen. El crecimiento ocurre durante toda la vida, siendo más lento al alcanzar la adultez, donde sólo sirve como renovador de tejidos.
- En el alargamiento de un hueso, el cartílago de crecimiento o metáfisis osifica el hueso, expandiéndolo hacia la epífisis y hacia la diáfisis, lo que provoca un alargamiento y por consiguiente un aumento de la estatura del individuo.

## Reparos anatómicos óseos
Los reparos anatómicos óseos son zonas del hueso que poseen formas irregulares, cada una con una función específica. Se pueden clasificar en dos tipos: prominencias y depresiones.
Prominencias
Son aquellas irregularidades que sobresalen en la superficie del hueso. De éstas podemos encontrar, entre muchas otras: apófisis o procesos, tubérculos, trocánteres, tuberosidades, espinas y crestas.
Depresiones
Son aquellas irregularidades que están deprimidas en el hueso. De éstas podemos encontrar surcos, agujeros y fositas

## Esqueleto
El esqueleto es el conjunto de todos los huesos del cuerpo. Se pueden clasificar según su distribución en el organismo de dos formas:
Axial
El esqueleto axial es aquel que forma el eje principal del cuerpo, y está formado por los huesos de la columna vertebral, el cráneo, el tórax y la pelvis.
Apendicular
Se encuentra anexo al esqueleto axial y está formado por los huesos de las extremidades inferiores y superiores.